# Dāviņu pagasts
Dāviņu pagasts er en territorial enhed i Bauskas novads i Letland. Pagasten etableredes i 1945, havde 893 indbyggere i 2010 og omfatter et areal på 80,67 kvadratkilometer. Hovedbyen i pagasten er Dāviņi.